# Chris McCain
Christian Cornelius McCain (Greensboro, 21 novembre 1991) è un giocatore di football americano statunitense che gioca nel ruolo di linebacker per i Los Angeles Chargers della National Football League (NFL). Al college giocò a football coi California Golden Bears.

## Carriera professionistica

### Miami Dolphins
Dopo non essere stato scelto nel Draft NFL 2014, McCain firmò coi Miami Dolphins. Debuttò come professionista subentrando nella vittoria della settimana 1 contro i New England Patriots, mettendo a segno un sack su Tom Brady e bloccando un punt che portò a un touchdown per i Dolphins. Per questa prestazione fu candidato al premio di rookie della settimana.

## Statistiche
| Partite totali      | 18  |
| Partite da titolare | 0   |
| Tackle totali       | 7   |
| Sack                | 2,0 |
| Intercetti          | 0   |

Statistiche aggiornate alla stagione 2015